# Ultravox! (Album)
Ultravox! ist das Debütalbum der britischen Post-Punk-Band Ultravox. Das Album erschien am 25. Februar 1977 bei Island Records.

## Entstehungsgeschichte
Die auf dem Album verwendeten Titel entstanden zwischen Sommer 1974 und der Aufnahmesession im Herbst 1976. Die Band nannte sich zunächst Tiger Lily und komponierte und probte nach Gründung in einem Raum des Royal College of Art in Kensington, an dem Sänger John Foxx unter seiner bürgerlichen Identität (Dennis Leigh) Kunst studierte und wenig später in einer Modreno genannten Fabrik für die Restauration von Schaufensterpuppen im Albion Yard am Bahnhof King’s Cross. Die frühen Kompositionen sind beeinflusst von The Velvet Underground, Roxy Music, Steve Harley und David Bowie. Als Tiger Lily entwickelte die Band zunächst kurze Lieder mit durch klassischen Pop der 1950er- und 1960er-Jahre beeinflussten Strukturen. Zu diesen frühen Titeln zählen die nicht für das Album verwendeten As Gracefully as You, The Joker, We Walked into the Wilderness, The Day the World Ended, When Dreamers Wake, Waltz me Well, Riccochet und Monkey Jive. Monkey Jive wurde im März 1975 als B-Seite einer bei Gull Records veröffentlichten Single, dem Fats-Waller-Cover Aint Misbehavin’, verwendet. Die Single wurde in den berühmten Olympic Studios in der Church Road im Londoner Stadtteil Barnes aufgenommenen.
Die Single brachte 300 Pfund ein, die die Band in Instrumente investierte. Der Name Tiger Lily wurde nach der Singleveröffentlichung aufgegeben. Die Kompositionen und Arrangements wurden komplexer und die Titel länger: The Wild, the Beautiful and the Damned, Dangerous Rhythm, I Want to be a Machine, Lonely Hunter und Life at Rainbow’s End entstanden in dieser Phase. Während des Sommers 1976 hatte die Band mit TV Orphans, I Came Back Here to Meet You, I Won’t Play Your Game und Dark Love weitere nicht für das Album verwendete Stücke im Repertoire, die sie mit dem aufstrebenden Tontechniker und späteren Musikproduzenten Steve Lillywhite an ungenutzten Wochenenden in den Phonogram Studios am Marble Arch als Demos aufgenommen hatten. Die Livepräsentation von I Want to be a Machine, Lonely Hunter und Life at Rainbow’s End in den Büros von Island Records verschaffte der Band ohne festen Namen im Herbst 1976 einen Plattenvertrag. Sat’day Night in the City of the Dead, Slip Away und Wide Boys entstanden etwa zu dieser Zeit.

## Aufnahme
Als Produzenten des Albums fungierten neben der Band selbst der für die technischen Aspekte der Produktion mit einem Co-Producer-Credit bedachte Steve Lillywhite und Brian Eno, der für seinen kreativen Beitrag an der Produktion ebenfalls einen Co-Producer-Credit für das Album erhielt. Den Kontakt zu Lillywhite stellte Warren Cann über einen gemeinsamen Bekannten her. Den Kontakt zu Eno stellte John Foxx her, der Eno seit dessen Zeit bei Roxy Music und dessen Soloalbum Another Green World bewunderte. Er stellte sich Eno als Sänger einer unbekannten Elektronik-Punk-Band vor und weckte so das Interesse des als kreativer Katalysator geltenden Künstlers. Eno begann seine Karriere als professioneller Musikproduzent mit dem Debütalbum der Band, obwohl er bereits früher Musik produzierte und mit Opal ein eigenes Plattenlabel betrieb. Speziell die während der Aufnahmen entstandene Arbeitsteilung mit Eno als kreativem Denker, unterstützt von einem versierten Studiotechniker, sollte in der Zukunft zahlreiche Alben zu musikalisch einflussreichen Meilensteinen machen, unter anderen die Talking Heads (Fear of Music 1979 mit der Band) und U2 (The Joshua Tree 1987 – mit Daniel Lanois).
Das Album wurde im Herbst 1976 in einem Zeitraum von 17 Tagen mit einem geringen Budget in den Island Studios in der Basing Street im Londoner Stadtteil Hammersmith aufgenommen. Die Band teilte sich das Studio mit den Rolling Stones, die in den Nachtstunden heimlich Aufnahmen des Konzertes in Paris am 5. Juni 1976 für ihr Livealbum Love You Live auswerteten, während die Formation um Foxx, die sich etwa ab Oktober 1977 Ultravox! nannte, tagsüber aufnahmen. Enos Beitrag erstreckte sich auf vier Titel; bei drei Titeln bestand er im Wesentlichen aus der Bereitstellung von Kreativitätstechniken durch seine Oblique-Strategies-Karten, der Gestaltung der klanglichen Ausführung und der Verwendung von Enos elektronischem Equipment. Besonders das vierte Stück, an dem Eno mitgewirkt hat, My Sex, welches zu Beginn der Aufnahmen lediglich in einer Rohfassung aus Text und wenigen Akkorden existierte, wurde durch Enos Moog Minimoog und die Verwendung des Multitrackbandes aus den Aufnahmesessions zu Another Green World (speziell des Schlagzeugparts des Stückes Sky Saw gespielt von Phil Collins) zu einem frühen von Synthesizern geprägten Titel. My Sex wurde neben I Want to be a Machine mit seinem Violinsolo richtungsweisend für den Sound und die Lyrik der Band. In technischer Hinsicht trug der zu diesem Zeitpunkt noch nicht sonderlich erfahrene Eno wenig zu den Aufnahmen bei; laut Cann produzierte die Band das Album im Großen und Ganzen selbst. Im Island Studio wurden auch die Stücke City Doesn’t Care und Car Crash Flashback aufgenommen, die auf dem Album nicht verwendet wurden.

## Covergestaltung
Die Band wurde der britischen Musikpresse am 31. Januar 1977 bei einem Livekonzert im The Nashville Rooms in West Kensington vorgestellt. Der von Island Records lancierte Termin, bei dem auch eine Neonreklame mit dem Schriftzug der Band zum Einsatz kam, wurde der Band von der Presse als Arroganz und Hype durch die Plattenfirma ausgelegt. Die Band wurde unter der Neonreklame stehend von Musikfotograf Gered Mankowitz fotografiert. Mankowitz hatte bereits zahlreiche Fotografien für die Plattenhüllen von Rockbands aufgenommen, unter anderen The Yardbirds, die The Rolling Stones und Jimi Hendrix. Das Foto wurde für das von Bloomfield/Travis designte Plattencover des Albums verwendet. Bloomfield/Travis designten zwischen 1975 und 1979 zahlreiche Plattencover von Künstlern, die bei Island Records unter Vertrag standen, so auch die Cover für die ersten drei Ultravox-Alben.
Das Konzept für das Schallplattencover stammt von Designer Dennis Leigh (der bürgerlichen Identität von John Foxx). Es erinnert an das 1976 erschienene Cover für das ebenfalls mit dem Bandnamen betitelte Debütalbum der amerikanischen Punkband Ramones. Die Ramones hatten sich im März 1974 etwa gleichzeitig wie Ultravox! gegründet. Von der New Yorker Fotografin Roberta Bayley ebenfalls vor einer Backsteinmauer abgelichtet, mit dem Bandnamen der Ramones in weißen Lettern in fett ausgezeichneter Druckschrift überschrieben, ist das Cover zu Ultravox! jedoch nicht in Schwarz-weiß und deutlich dunkler gehalten. Für Jonathan Wright vom britischen Musikmagazin Classic Pop ist das Cover Ausdruck von Foxx’ Liebe zu Science-Fiction-Literatur; es nähme Elemente dessen vorweg, was später als Cyberpunk bekannt wurde.

## Veröffentlichung und Charterfolg
Am 4. Februar 1977 wurde Dangerous Rhythm mit My Sex auf der B-Seite als Single veröffentlicht, Das Album folgte am 25. Februar. Es wurden keine weiteren Singles ausgekoppelt. Die zweite Single Young Savage wurde am 28. Mai 1977 veröffentlicht. Das Lied war jedoch weder auf dem Debütalbum noch auf dessen Nachfolger enthalten.
Das Album konnte sich in den britischen Charts und den Hitparaden der deutschsprachigen Länder nicht platzieren. Es erreichte im Juni 1977 in der Sverigetopplistan Platz 25 bei einer Verweildauer von sechs Wochen.
Island Records veröffentlichte 1992 eine Fassung im Format CD in der Serie Island Masters. Eine von Dallas Simpson in Nottingham digital remasterte Fassung mit vier Bonustiteln (Liveaufnahmen), den Songtexten und Linernotes von Steve Malins erschien 2006. Malins ist Autor einer Biografie der Band Depeche Mode.

## Texte
Foxx beschreibt den 1974 entstandenen Text zu Sat’day Night in the City of the Dead als eine Dokumentation seiner Beobachtungen bei einem samstagnächtlichen Spaziergang durch die Tottenham Court Road, anderthalb Jahre vor der Explosion von Punkmusik in London. Der zuweilen sprunghafte und staccatohaft vorgetragene Text lässt die in William S. Burroughs Romanen verwendete Cut-up-Technik als Inspiration erkennen.
Der Titel Wide Boys basiert, jedoch nicht als lyrisches Vorbild, auf dem Roman The Wild Boys: A Book of the Dead von William S. Burroughs aus dem Jahr 1971; die Verzerrung von Foxx’ Stimme wurde in der Produktion von Foxx und Eno als „the Burroughs vocal“ bezeichnet. Der Roman diente als Vorlage für das Lied The Wild Boys der britischen Band Duran Duran von 1984, die von Ultravox beeinflusst waren. Burroughs Romane waren neben denen von James Graham Ballard eine der literarischen Inspirationsquellen für einige der sämtlich von Foxx verfassten Songtexte.
My Sex und I Want to be a Machine sind thematisch von James Graham Ballard beeinflusst. I Want to be a Machine wird häufig mit Die Mensch-Maschine von Kraftwerk in Verbindung gebracht, obwohl dieses Album erst 14 Monate später veröffentlicht wurde. Der Titel selbst geht zurück auf ein Interview des Magazins Art news mit Andy Warhol aus dem Jahr 1963. Die Großstadt und die durch eine urbane Umgebung hervorgerufene Entfremdung, wie Ballard sie in seinen Romanen beschreibt, verarbeitete Foxx zusammen mit Kindheitserlebnissen in seinem von der Baumwollverarbeitung und Kohleindustrie geprägten nordwestenglischen Geburtsort Chorley im Text zu My Sex. In I Want to be a Machine verarbeitete Foxx seine Gefühlswelt in London:

“I just felt it would be easier to be a machine, so you didn’t have to bother with those emotional things. I felt I was divorced from any particular generation, or any particular way of living.”

„Ich dachte einfach, dass es einfacher sein würde, eine Maschine zu sein, so dass man sich nicht mit den emotionalen Dingen herumschlagen müsste. Ich empfand mich als geschieden von irgendeiner einzelnen Generation oder einem einzelnen Lebensstil.“

## Titelliste
1. Sat’day Night in the City of the Dead (John Foxx) – 2:34
2. Life at Rainbows’s End (For all the Tax Exiles on Main Street) (Foxx) – 3:43
3. Slip Away (Billy Currie, Foxx) – 4:16
4. I Want to be a Machine (Currie, Foxx) – 7:23
5. Wide Boys (Foxx) – 3:15
6. Dangerous Rhythm (Warren Cann, Chris Cross, Currie, Foxx, Stevie Shears) – 4:16
7. The Lonely Hunter (Foxx) – 3:43
8. The Wild, the Beautiful and the Damned (Cross, Currie, Foxx) – 5:50
9. My Sex (Cross, Currie, Foxx) – 3:02

Bonus (Digital Remasterte Ausgabe von 2006)
1. Slip Away (Live) (Currie, Foxx) – 4:08
2. Modern Love (Live) (Cann, Cross, Currie, Foxx, Shears) – 2:34
3. The Wild, the Beautiful and the Damned (Live) (Cross, Currie, Foxx) – 5:15
4. My Sex (Live) (Cross, Currie, Foxx) – 2:55

## Rezeption
Dave Thompson rezensierte das Album für die Musikdatenbank Allmusic und wertete mit vier von fünf Sternen. Er sieht in den von Entfremdung, Desillusion und Zerfall handelnden Texten eine Reflexion des damaligen Niedergangs der britischen Gesellschaft. Die Lyrik des Albums prophezeie auch einen Tanz auf den Gräbern der Gesellschaft und des Empire in den Jahren der Thatcher/Reagan-Regierung.
Die deutsche Musikzeitschrift Musikexpress wählte das Album in der Maiausgabe 1977 zur Platte des Monats und vergab eine Wertung mit fünf von sechs Sternen. Der damalige Rezensent Werner Zeppenfeld: „Amerikas Television und Englands Ultravox! sind (wie auch schon die Doctors of Madness) verschiedene Ausgeburten ein und desselben internationalen Zeitgeistes.“ Zeppenfeld fand auf dem Album einen Science-Fiction-Zerrspiegel gesellschaftlicher Realität.

“This album sounds very much like the early Roxy one, not in terms of sound but in terms of juxtaposition of things that are definitely going somewhere very interesting with things that are the remains of something else.”

„Dieses Album klingt sehr nach dem Frühen der Roxy, nicht wegen des Sounds, sondern in der Art der Nebeneinanderstellung von Dingen, die eindeutig zu etwas Interessantem führen, mit Dingen, die das Überbleibsel von etwas anderem sind.“

Der Name der mexikanischen Band Ritmo Peligroso geht zurück auf die Debütsingle von Ultravox!, die sich als Dangerous Rhythm 1978 gründeten und als erste Punk-Band Mexikos gelten. Ebenfalls auf diese Single zurückführen lässt sich der Bandname der 1977 in Neuseeland gegründeten Band Mi-Sex, die sich nach dem Titel der B-Seite der Debütsingle benannten. Mi-Sex erreichten mit Computer Games einen Nummer-eins-Hit in den australischen Single-Charts.